# Tom Dehaene

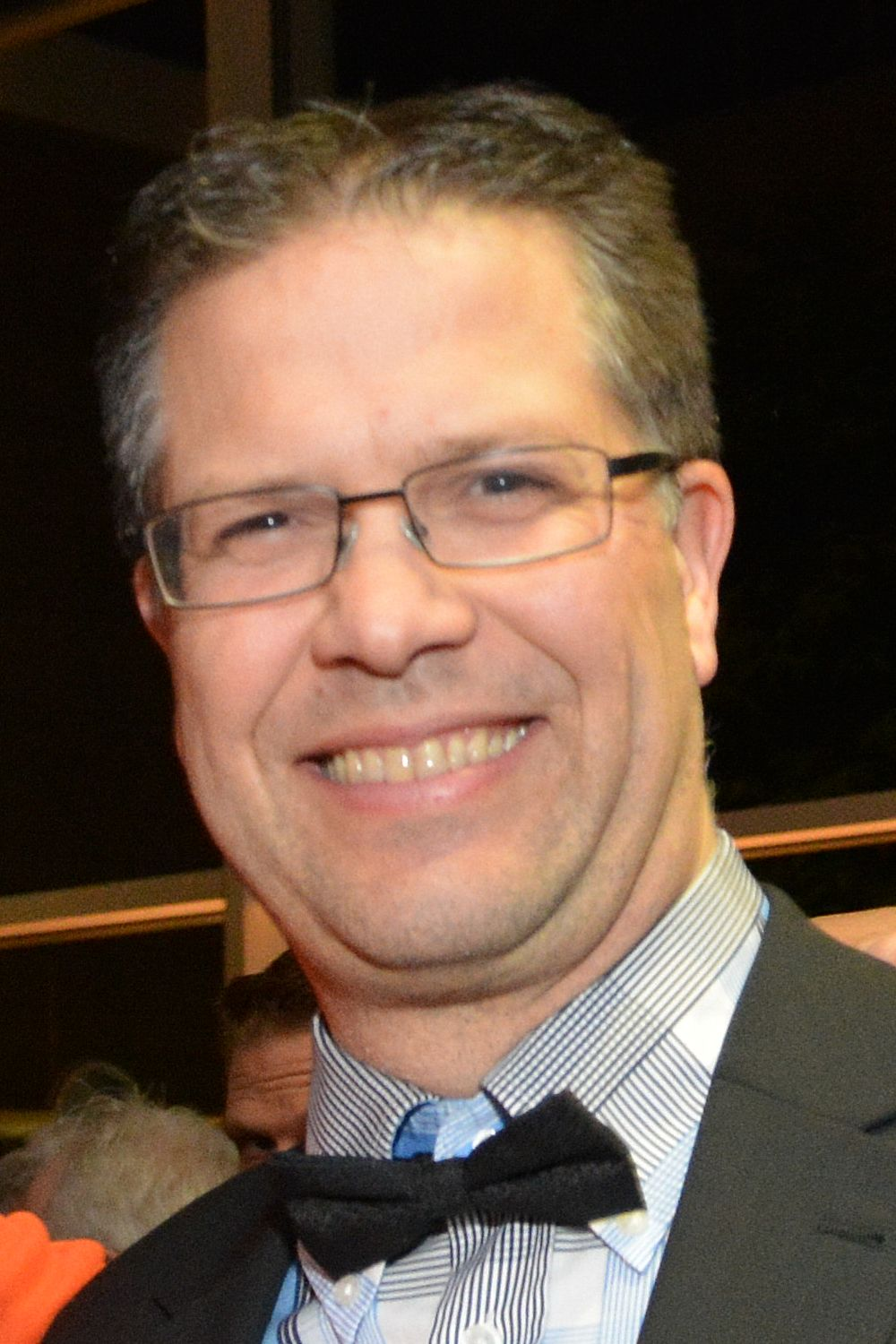
Tom Dehaene

Tom Dehaene, né le 5 mars 1969 à Bruges est un homme politique belge flamand, fils de Jean-Luc Dehaene, membre de CD&V.
Il est diplômé en comptabilité-informatique et fut employé. 

## Fonctions politiques
- président du CPAS à Zemst (depuis 2001)
- échevin à Zemst (depuis 2007)
- conseiller provincial du Brabant flamand de 1995 à 2004
- député au Parlement flamand :
  - du 6 juillet 2004 au 25 mai 2014